# لوسیا اویوس
لوسیا اویوس (اسپانیایی: Lucía Hoyos‎؛ زادهٔ ۵ مارس ۱۹۷۵) بازیگر، مدل و مجری تلویزیون اهل اسپانیا است.
از فیلم‌ها یا مجموعه‌های تلویزیونی که وی در آن‌ها نقش داشته‌است، می‌توان به امکانش هست؟ اشاره نمود.